# Буга (Колумбия)
Буга (исп. Buga), также Гвадалахара-де-Буга (исп. Guadalajara de Buga) — город и муниципалитет на западе Колумбии, на территории департамента Валье-дель-Каука. Входит в состав Центрального субрегиона.

## История
Поселение, из которого позднее вырос город, было основано в 1573 году. Муниципалитет Буга был выделен в отдельную административную единицу в 1811 году.

## Географическое положение

Муниципалитет Буга

Город расположен в центральной части департамента, в предгорьях Центральной Кордильеры, на берегах реки Гвадалахара, к востоку от реки Каука, на расстоянии приблизительно 48 километров к северо-востоку от города Кали, административного центра департамента. Абсолютная высота — 979 метров над уровнем моря.
Муниципалитет Буга граничит на севере с территориями муниципалитетов Сан-Педро и Тулуа, на западе — с муниципалитетом Йотоко, на юге — с муниципалитетами Гуакари, Хинебра и Эль-Серрито, на востоке — с территорией департамента Толима. Площадь муниципалитета составляет 832 км².

## Население
По данным Национального административного департамента статистики Колумбии, совокупная численность населения города и муниципалитета в 2015 году составляла 115 249 человек.
Динамика численности населения муниципалитета по годам:
| 2005    | 2006    | 2007    | 2008    | 2009    | 2010    | 2011    | 2012    | 2013    | 2014    | 2015    |
| ------- | ------- | ------- | ------- | ------- | ------- | ------- | ------- | ------- | ------- | ------- |
| 116 893 | 116 657 | 116 510 | 116 377 | 116 241 | 116 105 | 115 949 | 115 779 | 115 613 | 115 433 | 115 249 |

Согласно данным переписи 2005 года мужчины составляли 47,6 % от населения Буги, женщины — соответственно 52,4 %. В расовом отношении белые и метисы составляли 91,7 % от населения города; негры, мулаты и райсальцы — 8,2 %; индейцы — 0,1 %.
Уровень грамотности среди всего населения составлял 94,6 %.

## Экономика
54,3 % от общего числа городских и муниципальных предприятий составляют предприятия торговой сферы, 36,7 % — предприятия сферы обслуживания, 8,5 % — промышленные предприятия, 0,5 % — предприятия иных отраслей экономики.

## Транспорт
Через город проходит национальное шоссе № 25 (исп. Ruta Nacional 25).